# Tå

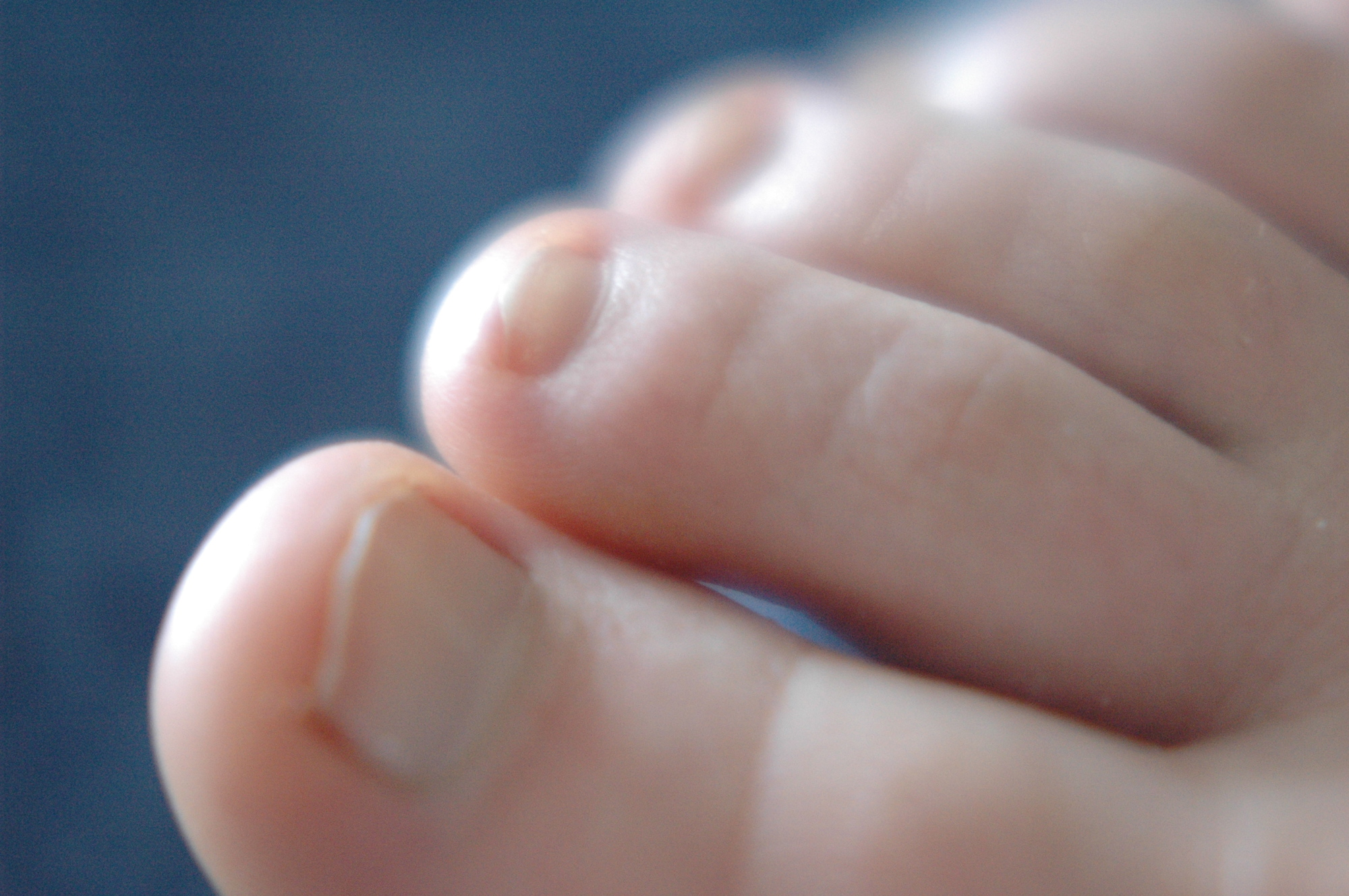
Fyra av tårna på en högerfot.

Fyrfotadjur har normalt fem tår (latin: digitus, "tå", digiti pedis, "fotens extensioner") på varje fot. Vissa djur har dock under evolutionen förlorat en eller flera tår.  Extremfall är hästen, som bara har en tå på varje fot. Hos människor finns fem tår. Den största tån, stortån, sitter på fotens insida och den minsta på fotens utsida. Varje tå har en nagel på ovansidan. 
Till skillnad från handens fingrar har inte alla tår allmänt vedertagna namn. Den största, innersta, brukar kallas stortå och den minsta, yttersta, brukar kallas lilltå, medan övriga tårs namn varierar. Inom anatomin har man givit dem nummer från ett till fem, så att stortån är den "första tån" och lilltån den femte. Varje tå består av flera ben, som kallas falanger.
Vanligast ramsan som troligtvis uppkommit i förhållande till handens fingrar, och återfinns i ett flertal barnböcker, är "Stortå, Långtå, Mittå, Ringtå och Lilltå". I ett flertal ramsor förekommer också andra namn på tårna, mer lokalt. Nedtecknad i Jämtland: "Lilltåa, Tåtila, Tillerosa, Kroknosa och Stortamp'n opi veran", där tårna namnges i ordningen lilltå till större.[källa behövs] I Småland förekommer namnen "stora tå", "tåtittan", "tillerotan", "näppeföl" och "qvätten".[källa behövs]
Fötter och tår kan drabbas av sjukdomen fotsvamp och tårna kan drabbas av nageltrång och nagelsvamp.
Hos vissa djur kan nageln ha funktion och utseende av en klo eller hov. Vissa djur har sim- eller flyghudar mellan tårna.
Med begreppet tå avses ibland också den del av en sko eller strumpa som täcker tårna.
Olika längd på tårna har olika namn. Egyptisk fot är när stortån är fotens längsta tå. En variant av egyptisk fot är när mittentån är fotens näst längsta tå, det vill säga att den tredje tån är längre än den andra tån. Grekisk fot är när fotens andra tå är den längsta, vilket på engelska kallas för "Morton's Toe", och även kan kallas "Keltisk tå". Romersk fot är när de tre första tårna är lika långa.
En prehallux är extra tå, eller rudiment av en tå, före (tibialt om) stortån.